# Identità (filosofia)
Identità (dal latino identitas, derivato da idem ("stessa cosa"), che riproduce il lemma greco ταὐτότης) è un termine e un principio filosofico che genericamente indica l'eguaglianza di un oggetto rispetto a sé stesso. In relazione ad altri oggetti l'identità è tutto ciò che rende un'entità definibile e riconoscibile, perché possiede un insieme di qualità o di caratteristiche che la fanno essere ciò che è e, per ciò stesso, la distinguono da tutte le altre entità.

## Genesi e sviluppo
Il concetto di identità all'inizio traspare nella polemica tra gli eleati e i discepoli di Eraclito: questi, confermando la tesi del loro maestro che sostiene che "tutto diviene", negano che l'oggetto possa permanere identico a se stesso mentre gli eleati affermano l'immobilità e quindi l'identità con se stesso dell'essere che per Parmenide è unico e fuori dal tempo mentre per Melisso la sua identità con se stesso si conserva nel tempo: l'essere cioè conserva le sue caratteristiche che permangono inalterate nel corso del tempo; un'identità quindi che riguarda anche le molteplici cose reali che conservano le loro caratteristiche identitarie.
Tesi questa ripresa dai pluralisti i quali vedono nel continuo variare della realtà la presenza degli elementi essenziali che invece non mutano e che mescolandosi tra loro creano la molteplicità.
Visione questa ripresa da Platone che attribuisce alle idee il carattere di essenzialità poiché nel tempo esse non mutano, rimanendo sempre identiche a se stesse (ἀεὶ κατὰ ταὐτὰ μένειν) 
Il concetto di identità comincia così a connettersi con Aristotele a quello di sostanza, un principio che consente alle cose di rimanere identiche a se stesse nel tempo e che fa sì che due cose siano identiche tra loro perché hanno la stessa sostanza. Dalla concezione di Aristotele ne deriverà che nella critica al concetto di sostanza nella filosofia moderna, come in David Hume, si dovrà necessariamente contestare il suo carattere d'identità.

### Il giudizio identico
Nella filosofia a partire dal XVIII secolo con Christian Wolff, Alexander Gottlieb Baumgarten e Immanuel Kant si diffonde l'espressione di "principio di identità e di non contraddizione"  che è storicamente preceduto dal "giudizio d'identità" che ha un significato diverso. Il giudizio infatti, ossia il riferire, affermando o negando, un predicato a un soggetto, afferma che «una cosa, se è, non può essere se non quella che è, nega la possibilità di qualsiasi giudizio in cui il predicato sia diverso dal soggetto, che non sia, cioè, giudizio identico.»  Se "Socrate è" il giudizio identico dirà che "Socrate è Socrate", mai si potrà esprimere un giudizio che dica che "Socrate non è Socrate".
È evidente che i giudizi identici, nella loro tautologia non servono a nulla eppure trovano i loro sostenitori presso i cinici e i megarici che se ne servono per contestare la logica platonica che invece sosteneva che nel giudizio il soggetto sensibile era ontologicamente diverso dal predicato che ontologicamente apparteneva al mondo delle idee per cui posso esprimere un giudizio dove posso affermare, o negare il predicato rispetto al soggetto.

### Principio di non contraddizione
Quando quindi si parla di principio di identità (A è A) questo riproporrebbe quell'inutile giudizio d'identità se non si collegasse all'aristotelico "principio di non contraddizione" per cui "o A è B, o A non è B" dove il contrasto eleatico tra essere e non essere è superato dal fatto che dire "non è B" non vuol dire negare l'essere di A ma semplicemente che A (conserva l'essere nel senso che) è diverso da tutte le altre cose diverse da lui. Così il soggetto è nello stesso tempo se stesso (identità (ταὐτότης)) e diverso (alterità (ἑτερότης)) da ogni altra cosa:
Teeteto: Certo.

Socrate: E quindi anche che ciascuno è diverso dall'altro, mentre è identico a se stesso.

Teeteto: Eccome no?»
Aristotele è nella linea di questa interpretativa quando definisce l'identità (ταὐτότης) come «una certa unità di essere del molteplice, o di cosa considerata come molteplice, come quando si dice che una cosa è identica a sé stessa.» 

### Il principio d'identità e di non contraddizione
Il principio d'identità e di contraddizione si sviluppa nell'ambito della scolastica che mette assieme il principio aristotelico di non contraddizione con l'asserzione, non aristotelica, dell'identità di soggetto e predicato

«A è A, A non è non A»

nel tentativo di riaffermare l'immutabilità eleatica dell'essere nell'identità di soggetto e predicato.

### Il principio d'identità degli indiscernibili
Distinto dallo scolastico principium identitatis et contradictionis è invece il particolare principium identitatis indiscernibilium già accennato nell'età della filosofia antica, medioevale e moderna per il quale, poiché è impossibile che esistano oggetti individuali perfettamente identici (e in tal caso non si tratterebbe di una pluralità di realtà ma di un'unica realtà), allora si può solo affermare l'identità di un oggetto con se stesso non essendo noi capaci di cogliere la distinzione tra oggetti assolutamente identici, indiscernibili tra di loro.
Kant criticò questo principio sostenendo come una molteplicità di realtà del tutto identiche tra loro conservavano tuttavia la loro molteplicità che poteva essere colta osservando come queste si collocassero in maniera distinta e diversa nello spazio.

## La filosofia dell'identità
La filosofia dell'identità appartiene a quei sistemi filosofici che partendo dalla distinzione tra due realtà eterogenee poi le ritenga identiche in rapporto a una realtà superiore a cui le prime due appartengono. Un esempio di queste dottrine è la filosofia di Schelling dove le due sfere del reale e dell'ideale s'implicano a vicenda poiché sono due poli dei quali l'uno è la potenza dell'altro e tutti e due sono espressioni dell'assoluto al quale sono essenziali due momenti: l'identità e la differenza, o in altre parole, unità e opposizione. L'assoluto va cioè definito come l'identità di "identità e differenza". L'introduzione della differenza rende possibile la molteplicità. L'esplicazione dell'assoluto nell'infinita molteplicità dell'universo è necessaria proprio perché il momento della differenza è essenziale come quello dell'identità. Tale attività si dualizza così in una polarità di forze opposte, una positiva e una negativa (+ / –): quella positiva (attrazione) la configura come unitaria, quella negativa (repulsione) la configura come molteplice. Ogni polo è a sua volta l'unione di un "+" e un "–": l'Uno si ritrova nei molti e i molti sono infinite sfaccettature dell'Uno. Ciò corrisponde alla dottrina eraclitea secondo cui "dall'Uno tutto" e "tutto all'Uno", ovvero anche a quella Anassagora del "tutto in tutto".